# Dungeon Siege III
Dungeon Siege III — це рольова відеогра, розроблена Obsidian Entertainment під видавництвом Square Enix на платформах PlayStation 3, Xbox 360 і Microsoft Windows у червні 2011 року. Дія гри розгортається в псевдосередньовічному королівстві Еб через 150 років після подій Dungeon Siege і розповідає про нащадків виживших 10-го легіону і їхню боротьбу за відновлення колишньої військової сили.
Dungeon Siege III було анонсовано в червні 2010 року як перший проєкт серії, який не буде розроблений Gas Powered Games після того як Square Enix придбали права на серію на початку того ж року. Контракт на розробку було укладено з Obsidian Entertainment та Крісом Тейлором — батьком франшизи Dungeon Siege, який виступав радником. Гра отримала переважно позитивні відгуки критиків, які високо оцінили механіку та візуальну складову гри. З іншого боку, реакція на сюжет та багатокористувацьку систему були неоднозначними.

## Ігровий процес

Ігровий інтерфейс: на екрані міні-мапа, активний компаньйон та життєві показники і навички основного персонажа

Dungeon Siege III — це рольова пригодницька відеогра, яка відображає ігровий світ з ізометричної перспективи і використовує механізм відображення, завдяки якому весь ігровий процес та сцени завантажуються безшовно у фоновому режимі, таким чином уникаючи характерних до більшості відеоігор екранів завантаження. Гра також уникає використання кат-сцен, оскільки персонажі розмовляють один з одним під час подорожі. Так як проєкт розроблявся із наміром одночасного релізу на ПК та консолях, на відміну від попередніх ігор серії, Dungeon Siege III більше не має автоматичної системи націлювання та point-and-click механіки. Замість цього гравець переміщує свого персонажа за допомогою клавіатури або контролера, а екран рухається центруючись на персонажі гравця. Щоб битися, гравець повинен навести персонажа в напрямку ворогів і натиснути кнопку атаки.
Гравці керують одним із чотирьох попередньо визначених персонажів, обраних на початку гри, інші три в подальшому залишаться неігровими персонажами. В одиночному режимі лише один із керованих ШІ напарників супроводжує протагоніста, хоча активного компаньйона можна змінити в будь-який момент. Це відрізняє гру від попередніх ігор франшизи, де кілька персонажів могли бути в грі одночасно. ШІ запрограмовано на ефективне використання навичок компаньйона, наприклад, використання доступних йому здібностей лише за необхідністю, або оживлення гравця лише тоді, коли в зоні більше немає ворогів. Кожен персонаж має дві бойові стійки, для кожної з яких є три різні спеціальні здібності, що вимагають концентрації — еквівалента магічних очок. Об'єм необхідної концентрації залежить від використовуваних здібностей. Крім того, гравці збирають очки досвіду за перемогу над ворогами та виконання квестів, що, у свою чергу, підвищує рівень персонажа. На кожному новому рівні гравець може покращити свої активні та пасивні здібності.
У консольних версіях другий гравець може керувати персонажем-компаньйоном за допомогою другого контролера на тому ж пристрої. Крім того, використовуючи функцію багатокористувацької онлайн-ігри, до чотирьох гравців можуть одночасно брати участь у кампанії. Однак, оскільки гравці можуть приєднатися та вийти з гри в будь-який час, гра збереже прогрес лише для гравця, який ініціював гру, якщо ж гравець залишить ігрову сесію, ШІ гри перейме контроль над його персонажем. Коли кілька гравців грають разом, вони можуть голосувати за те, які квести прийняти або як приймати різні сюжетні рішення. Прийняті гравцями рішення мають наслідки і впливають на подальший розвиток сюжету.
Кожен із чотирьох персонажів має дев’ять унікальних наборів спорядження, тобто (за винятком кілець) жодне спорядження не може бути використано іншими персонажами. Предмети можна отримати як нагороду за перемогу в битвах, видобути у полеглих ворогів або купити за внутрішньоігрову валюту. На відміну від інших рольових ігор, у тому числі попередніх ігор серії, у Dungeon Siege III немає жодних предметів, які дозволяють миттєво відновлювати здоров’я та концентрацію, натомість є здібності, які персонажі можуть використовувати.

## Розробка
У 2010 році Square Enix придбали права на франшизу Dungeon Siege у Gas Powered Games. В червні 2010 року Square Enix оголосили, про співпрацю для розробки Dungeon Siege III з Obsidian Entertainment, які вже мали успішний досвід створення рольових ігор Star Wars: Knights of the Old Republic II, Neverwinter Nights 2 та Fallout: New Vegas. Кріс Тейлор — творець оригінальної Dungeon Siege, був радником під час розробки гри. Це третя гра у франшизі Dungeon Siege та перша велика гра серії, розроблена як для ПК, так і для консолей, — тоді як Dungeon Siege і Dungeon Siege II були виключно проєктами ринку ПК.
Для Dungeon Siege III Obsidian використовували власний фірмовий рушій Onyx Engine, що дозволило розробникам значно покращити графічну складову гри порівняно з попередніми проєктами серії. Вперше широкому загалу гру показали у червні 2010 року на ігровій виставці E3. На той момент розробка гри була ще на ранньому етапі, тому Obsidian продемонстрували лише два класи персонажів. Подальші подробиці про кооперативний режим гри були розкриті в квітні 2011 року, незадовго до її релізу.
Спочатку вихід гри був запланований на 27 травня 2011 року, але був відкладений до 16 червня 2011 року в Австралії, 17 червня 2011 року в Європі та більшій частині Азії і Південній Африці, 21 червня 2011 року в Північній Америці і 28 липня 2011 року в Японії. У колаборації з Dark Horse Comics було випущено однойменний міні-серіал із трьох випусків у цифровому форматі, а роздруковане четверте видання було доступне як бонус для тих гравців, котрі оформили  передзамовлення у мережі Walmart.
Після виходу гри у багатьох гравців виникли проблеми з елементами керування на ПК, тож Obsidian Entertainment вимушені були працювати над вирішенням цієї проблеми.
Dungeon Siege III: Treasures of the Sun
Dungeon Siege III: Treasures of the Sun — це розширення до гри, яке було випущено 25 жовтня 2011 року. Воно додає до основної гри нову локацію, кілька нових типів монстрів, три нові перки та підвищує максимальний рівень протагоніста до 35. Доповнення подовжує основну кампанію приблизно на п’ять годин додаткового ігрового часу.

## Оцінки та відгуки
| Агрегатор  | Оцінка                                 |
| ---------- | -------------------------------------- |
| Metacritic | ПК — 72/100 PS3 — 71/100 X360 — 72/100 |

| Видання                    | Оцінка |
| -------------------------- | ------ |
| Destructoid                | 7.5/10 |
| Eurogamer                  | 8/10   |
| Game Informer              | 8/10   |
| GameRevolution             | B      |
| GameSpot                   | 6/10   |
| GameSpy                    | [ 4 ]  |
| IGN                        | 6.5/10 |
| PC Gamer (Велика Британія) | 78%    |

Dungeon Siege III отримала переважно позитивні відгуки від критиків на всіх платформах. Рецензенти високо оцінили графічну складову,особливо відзначаючи ландшафт, а також ефекти світла й тіні. Вважалося, що відмінності між консольними версіями в кращому випадку незначні, хоча Eurogamer зазначили, що частота кадрів на Xbox 360 стабільно трималась на позначці у 30fps, тоді як на PlayStation 3 вона постійно коливалася, завдяки чому версія для Xbox виглядала більш привабливо. Rock Paper Shotgun також скаржився на те, що на ПК гра не підтримує співвідношення сторін 16:10, елементи керування не можна змінити на різні клавіші та є лише два параметри масштабування, що вказує на те, що розробники приділили версії для ПК менше уваги, ніж консольній.
Озвучка отримала неоднозначні відгуки, Memeburn зауважили, що вона допомагає персонажам більше, ніж сама історія, тоді як Joystiq назвав її «просто жахливою». Музика та саундтрек були описані як «пристойні» та такі, що справляються зі своєю задачею, але не виняткові.
Більшість рецензентів були задоволені бойовою системою, а Game Informer високо оцінив підхід Obsidian, що змушує гравця активно брати участь у битві, для того щоб мати можливість використовувати свої  здібності, замість того, щоб просто чекати їх перезарядки. Подібним чином GameSpy сподобалося, що бойова система тісно переплітає лікування з боями замість використання окремих предметів для зцілення і, таким чином, змушує гравців продовжувати битися, щоб відновити своє здоров’я, а не намагатися уникнути зіткнень із низьким рівнем здоров’я, як в інших іграх. Рецензенти також високо оцінили штучний інтелект гри, який контролює компаньйона гравця за те, що він діє як автономно, так і ефективно, а також за те, як різні персонажі доповнюють один одного.
Деякі критики визнали сюжет гри переконливим та цікавим, а PC Gamer висловили здивування тим, що в грі є як персонажі, що запам'ятовуються, так і вибір, який справді впливає на гру. Game Informer підкреслили використання стимпанк акцентів у світі гри та похвалили добре прописаних персонажів, вважаючи сам сюжет не таким цікавим. З іншого боку, кілька рецензентів вважали історію занадто лінійною, оскільки квести пропонували мало різноманітності від стандартних «вбити щось» або «повернути предмети». IGN взагалі назвали історію нудною. Як GameSpot, так і GameSpy визнали що історію, що її персонажів нецікавими. The Telegraph вважають сюжет значно простішим, ніж у попередній грі Obsidian, Fallout: New Vegas, і що вибори гравця мають лише косметичні наслідки, але загалом сама історія їм сподобалася, цю думку поділяють і в Rock Paper Shotgun у своєму огляді. Журналісти IGN також вважають, що немає жодного стимулу перепроходити гру, тоді як інші видання вважали, що зміни, які вносить перепроходження за кожного з чотирьох доступних персонажей, справді мають певну цінність для повторення. Критики також вважали тривалість гри занадто короткою, особливо порівняно з її попередницями.
Майже всі рецензенти лишилися задоволеними багатокористувацьким режимом, вони відзначали, як легко до неї приєднатися іншим, хоча і нарікали, що прогрес не зберігається для інших гравців. Memeburn, з іншого боку, вважали цей режим «марною тратою часу» і критикували Obsidian за те, що вони не застосували необхідні гарантії, адже будь-хто може приєднатися до гри та продати всі предмети гравця, перш ніж знову вийти. Механіку камери в кооперативному режимі, яка змушує всіх персонажів знаходитися на одному екрані, критикували багато рецензентів як надмірно обмежувальну та потенційно заплутану.